# Antimovo, Silistra
Antimovo (în bulgară Антимово, în română Antimova) este un sat în comuna Tutrakan, regiunea Silistra, Dobrogea de Sud, Bulgaria. 
Între anii 1913-1940 a făcut parte din plasa Turtucaia a județului Durostor, România. Majoritatea locuitorilor erau români.

## Demografie
Componența etnică a satului Antimovo
     Bulgari (92,3%)
     Turci (7,69%)
     Nicio identificare (0%)
     Altele (0%)
La recensământul din 2011, populația satului Antimovo era de 52 locuitori. Din punct de vedere etnic, majoritatea locuitorilor (92,3%) erau bulgari, cu o minoritate de turci (7,69%). Pentru 0,0% din locuitori nu este cunoscută apartenența etnică.